# 张坤德
张坤德，是中国清末民国初翻译家，字少堂（一作少塘），浙江桐乡乌镇人，毕业于上海广方言馆。他曾在袁世凯手下担任朝鲜釜山领事馆翻译兼副领事。1895年（清光绪二十一年），任《马关条约》清政府日文翻译。后来黄遵宪将张坤德聘为《时务报》英文翻译。张坤德曾翻译柯南·道尔的《福尔摩斯》，是将推理小说引入中国的第一人。1896年《时务报》第六册至第九册刊登了他翻译的《英包探勘盗密约案》（The Naval Treaty，今译“海军协定”）。翻译出版时距柯南道尔发表该小说不到3年，比日文译本早4年，在译本中，他将“夏洛克·福尔摩斯”音译为“歇洛克·呵尔唔斯”，华生则译为“滑震”。后来张坤德辞职，前往文律师馆担任翻译。